# Bert Wright
Bert Wright é um ex-patinador artístico americano, que competiu na dança no gelo. Com Sharon McKenzie ele conquistou uma medalha de bronze em campeonatos mundiais, uma medalha de bronze no Campeonato Norte-Americano e foi campeão do campeonato nacional americano.

## Principais resultados

### Com Sharon McKenzie
| Resultados                    | Resultados        | Resultados    | Resultados    | Resultados    | Resultados    | Resultados    | Resultados    | Resultados    | Resultados    | Resultados    | Resultados    | Resultados    | Resultados    | Resultados    | Resultados    |  |
| Internacional                 | Internacional     | Internacional | Internacional | Internacional | Internacional | Internacional | Internacional | Internacional | Internacional | Internacional | Internacional | Internacional | Internacional | Internacional | Internacional |  |
| Evento/Temporada              | 1956– 1957        |               |               |               |               |               |               |               |               |               |               |               |               |               |               |  |
| ----------------------------- | ----------------- | ------------- | ------------- | ------------- | ------------- | ------------- | ------------- | ------------- | ------------- | ------------- | ------------- | ------------- | ------------- | ------------- | ------------- |  |
| Campeonato Mundial            | Medalha de bronze |               |               |               |               |               |               |               |               |               |               |               |               |               |               |  |
| Campeonato Norte-Americano    | Medalha de bronze |               |               |               |               |               |               |               |               |               |               |               |               |               |               |  |
| Nacional                      |                   |               |               |               |               |               |               |               |               |               |               |               |               |               |               |  |
| Campeonato dos Estados Unidos | Medalha de ouro   |               |               |               |               |               |               |               |               |               |               |               |               |               |               |  |
|                               |                   |               |               |               |               |               |               |               |               |               |               |               |               |               |               |  |